# شاه غريب (مقاطعة فسا)
شاه غريب (بالفارسية: امام‌زاده شاه غریب) هي منطقة سكنية تقع في فارس في إيران.